# Isophya zernovi
Isophya zernovi är en insektsart som beskrevs av Miram 1938. Isophya zernovi ingår i släktet Isophya och familjen vårtbitare. Inga underarter finns listade i Catalogue of Life.